# The Works and Days
The Works and Days (of Tayoko Shiojiri in the Shiotani Basin) es una película de ficción de 2020 dirigida por C.W. Winter y Anders Edström. Describe la vida en un pueblo agrícola, población 47, en la cuenca de Shiotani en la prefectura japonesa de Kioto. Es la segunda colaboración de largometraje entre C.W. Winter y Anders Edström después de su película de 2009, The Anchorage .

## Sinopsis
La película, que toma su título del almanaque Trabajos y días (Works and Days en inglés) del agricultor griego antiguo de Hesíodo, se presenta en cinco capítulos que examinan la rutina diaria de Tayoko, una anciana y granjera que vive en Shiotani. La película sigue a Tayoko mientras cuida y se prepara para llorar a su esposo, Junji, y presenta extractos leídos de los diarios de la vida real de Tayoko.

## Reparto
- Tayoko Shiojiri como Tayoko
- Hiroharu Shikata como Hiroharu
- Ryo Kase como Ryo Sasaki
- Mai Edström como Mai
- Kaoru Iwahana como Junji
- Jun Tsunoda como Kagawa
- Masahiro Motoki como PNJ

## Producción
La película se inspiró en una serie de conversaciones entre Winter, Edström y Tayoko, que es la suegra de Edström en la vida real. Se rodó durante un total de 27 semanas, en un período de 14 meses. Con 480 minutos de duración, es una de las películas más largas jamás realizadas.

## Estreno
La película tuvo su estreno mundial en el Festival Internacional de Cine de Berlín de 2020, donde ganó el Oso de Oro de Encuentros a la Mejor Película. Tuvo su estreno en cines en Estados Unidos el 16 de julio de 2021 y su estreno en cines en Francia el 22 de junio de 2022.

### Respuesta crítica
La película recibió elogios de la crítica. Mark Peranson de Cinema Scope calificó la película como "un esfuerzo magistral y absolutamente seguro que resistirá la prueba del tiempo". En La Internacional Cinéfila, Agnès Wildenstein la calificó como "La mejor película del año. Un tremendo placer cinematográfico. Y una película que quedará en la historia del cine.” Jordan Cronk, escribiendo para Artforum, describió la película como una "mirada completa a una forma de vida que se desvanece... extraordinariamente conmovedora y profunda". Escribiendo para Le Monde, Clarise Fabré llamó a la película "una obra maestra".
Además del premio de la Berlinale, la película ganó el premio a la Mejor Película Independiente/Experimental del Año de la Asociación de Críticos de Cine de Los Ángeles. También ganó los premios a Mejor Película en los festivales de cine Punto de Vista y Black Canvas. La película apareció en docenas de listas de los diez mejores de fin de año.